# أنجي كير
أنجي كير (بالإنجليزية: Angie Kerr) (29 مارس 1985 في الولايات المتحدة - ) هي لاعبة كرة قدم أمريكية في مركز الوسط. شاركت مع منتخب الولايات المتحدة تحت 20 سنة للسيدات لكرة القدم ومنتخب الولايات المتحدة لكرة القدم للسيدات. أما مع النوادي، فقد لعبت مع بورتلاند ثورنز وسكاي بلو وSaint Louis Athletica ‏ وAtlanta Beat (WPS) ‏.

## وصلات خارجية
- أنجي كير على موقع الاتحاد الدولي (مؤرشف)  (الإنجليزية)
- أنجي كير على موقع قاعدة بيانات كرة القدم.إي يو (الإنجليزية)
- أنجي كير على موقع Soccerway.com (الإنجليزية)
- أنجي كير على موقع عالم كرة القدم.نت (الإنجليزية)